# Chăn nuôi gia cầm

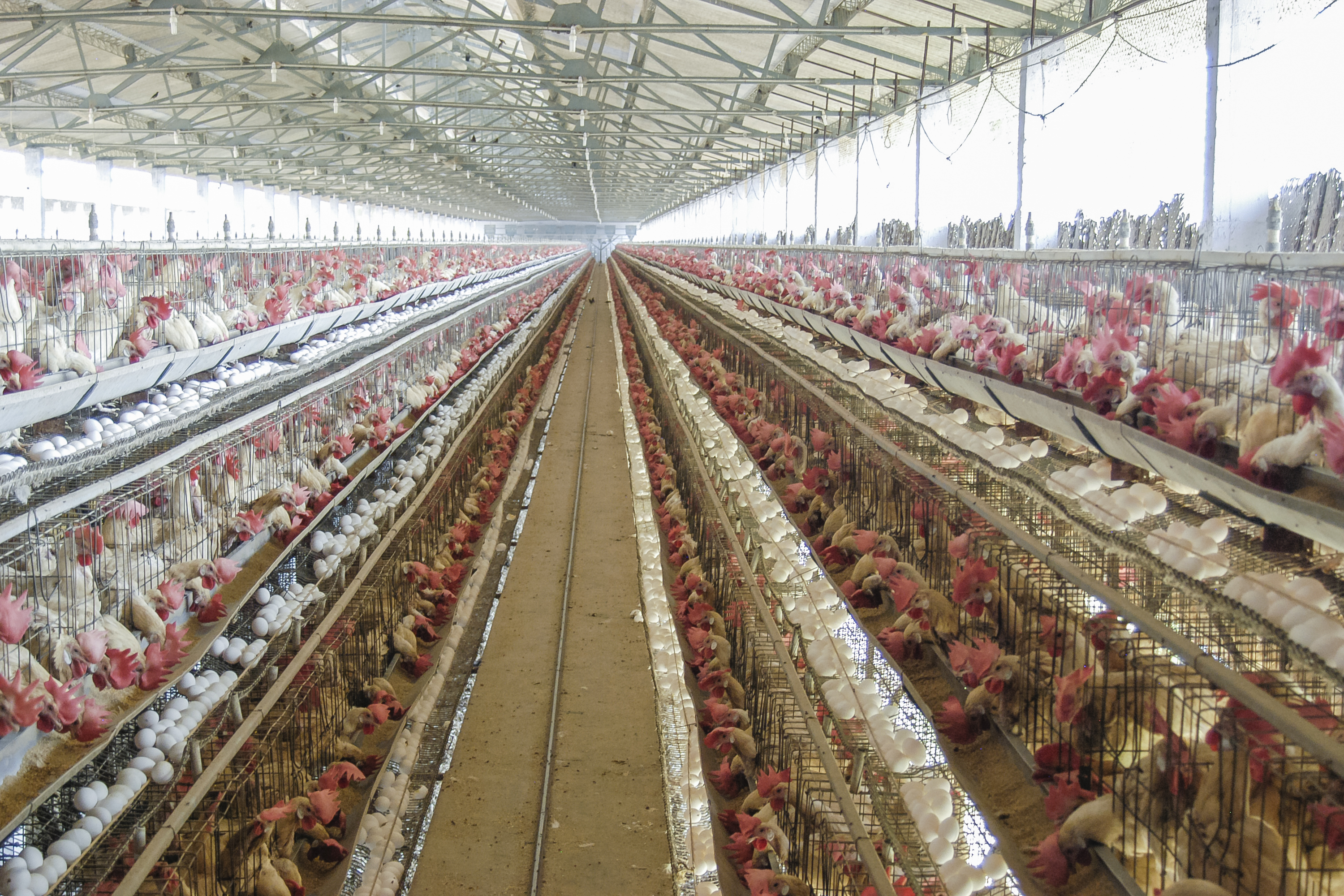
Trang trại nuôi nhốt gà đẻ ở Namakkal, Tamil Nadu, Ấn Độ

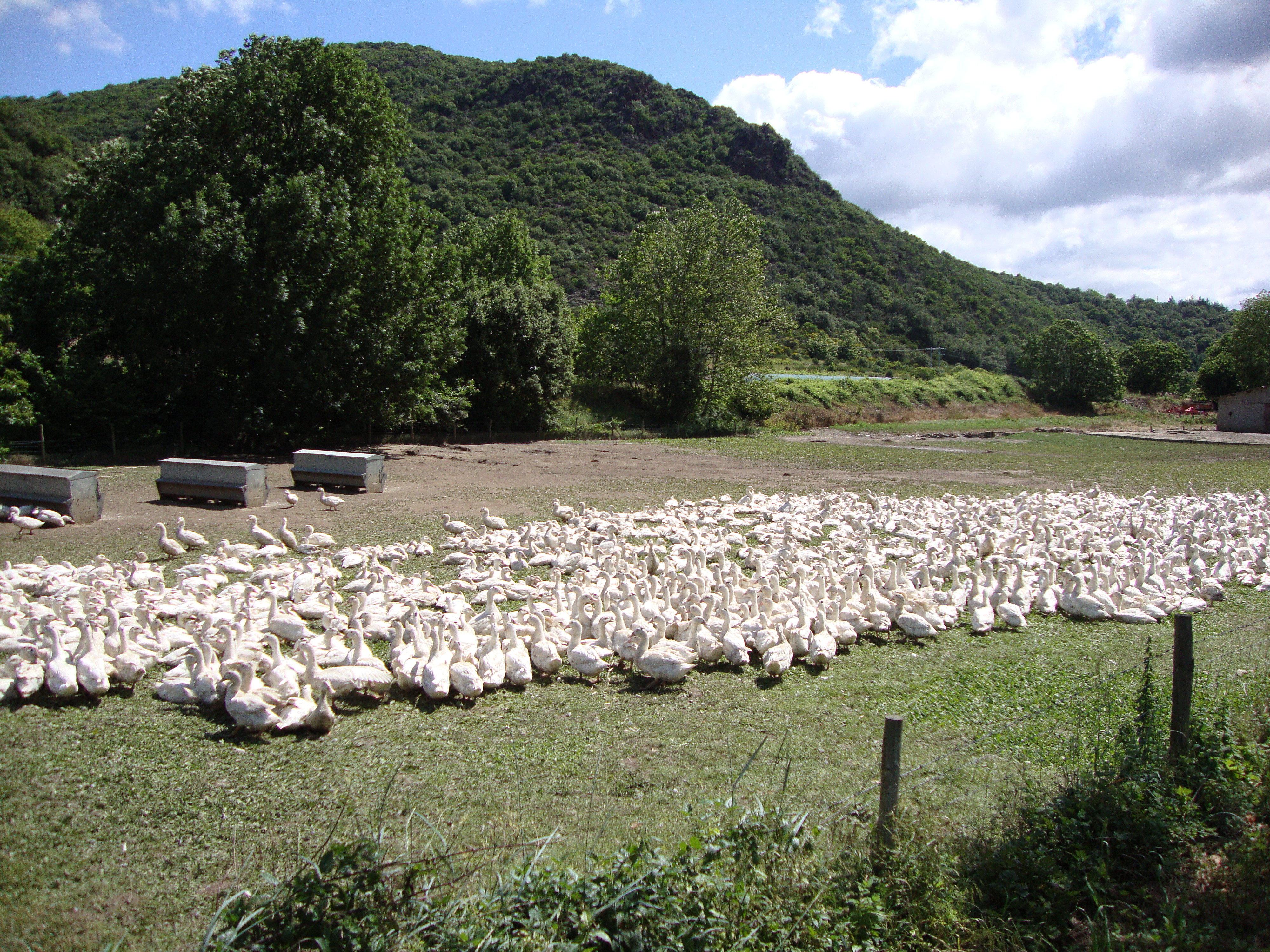
Ngỗng chăn nuôi thả vườn ở Saint-Gervais-sur-Mare, Pháp

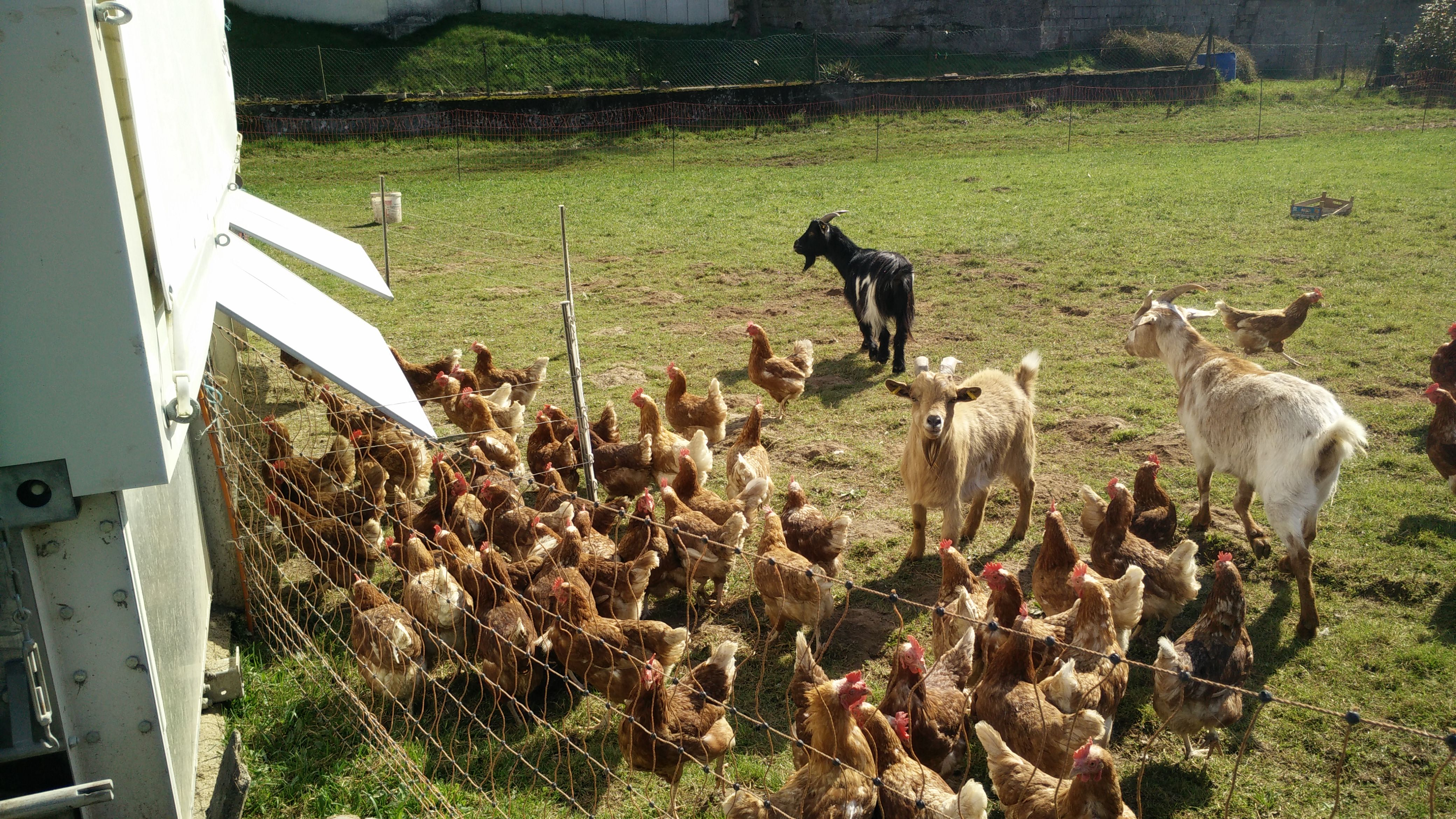
Gà nuôi thả vườn ở Đức, được bảo vệ khỏi chim săn mồi bởi sự hiện diện của dê.

Chăn nuôi gia cầm là việc thực hành chăn nuôi các loại chim thuần hóa (gia cầm) chủ yếu gồm gà, gà tây nhà, vịt nhà, ngan, ngỗng, bồ câu nhà, chim cút và với mục đích nuôi lấy thịt hoặc lấy trứng cung cấp thực phẩm hoặc các sản phẩm khác. Nuôi gà cũng là nguồn cung cho trò chơi đá gà (chọi gà).

## Tình hình chung
Thịt các loại gia cầm cung cấp một số lượng lớn tỷ lệ đạm cho mỗi bữa ăn của hàng tỷ người trên trái đất và là một trong những loại thực phẩm thiết yếu. Gia cầm là loài cho sản phẩm thịt làm thực phẩm cho con người phổ biến nhất trên thế giới, chiếm khoảng 30% sản phẩm thịt trên toàn thế giới, đặc biệt là thịt gà (đứng đầu vẫn là thịt lợn với 38%). Gia cầm được nuôi với số lượng lớn nhất là gà. Hơn 50 tỷ con gà được nuôi hàng năm như một nguồn thực phẩm quan trọng, gà cho cả thịt và trứng. Tổng cộng, Chỉ riêng tại Anh tiêu thụ hơn 29 triệu quả trứng mỗi ngày.

### Việc chăn nuôi
Đa số gia cầm được nuôi theo hình thức chăn nuôi công nghiệp bằng kỹ thuật thâm canh. Theo Viện Worldwatch thì 74% số thịt gia cầm và 68% số trứng được sản xuất theo lối này. Ngoài ra còn có cách nuôi gà thả vườn. Sự đối lập giữa hai phương pháp nuôi gà nêu trên đã dẫn đến các vấn đề lâu dài của chủ nghĩa tiêu dùng đạo đức. Phe ủng hộ thâm canh cho rằng phương pháp này giúp tiết kiệm đất đai và thức ăn nhờ tăng năng suất, động vật được chăm sóc với hệ thống thiết bị hiện đại được kiểm soát. Phe phản đối cho rằng nuôi thâm canh gây hại cho môi trường, gây nên các nguy cơ đối với sức khỏe con người và là việc làm vô nhân tính.
Xu hướng hiện nay trên thế giới là thay đổi có cấu chăn nuôi theo hướng tăng tỷ lệ sản lượng thịt gia cầm và giảm tỷ lệ sản lượng thịt lợn làm giảm chi phí thức ăn, giảm tiêu hao nguồn nước. Trong cơ cấu chăn nuôi hiện nay thì sản lượng thịt lợn sản xuất ra chiếm tỷ lệ cao nhất (74%), thịt gà đứng thứ hai (17%) và thịt bò đứng thứ ba (9%). Trong chăn nuôi gia cầm nếu đưa được đàn gia cầm đẻ trứng lên để mỗi một nhân khẩu có được 100 quả trứng/năm (hiện nay là 80 quả/năm) thì còn tăng thêm được nguồn protein trong bữa ăn, ngoài nguồn protein của thịt lợn thịt gà.

### Sản lượng
Một dự báo đưa ra năm 2014 cho biết, tiêu thụ gia cầm trên toàn thế giới trong thập kỷ tiếp theo được dự báo sẽ tăng nhanh hơn so với thịt lợn và thịt bò, tiêu thụ gia cầm sẽ tăng khoảng 9% giữa năm 2013 và 2022, so với mức tăng 3-4% đối với thịt bò và thịt lợn. Việc tiêu thụ thịt gia cầm tập trung vào thịt gà. Có những số liệu từ năm 2007 cho thấy, xuất khẩu thịt gà giò của các thị trường chính ước tăng 4%, đạt 6,7 triệu tấn, trong đó Mỹ chiếm 37% thị phần, Brazil và EU chiếm lần lượt 38% (giảm 1%) và 10%, trường chính dự đoán vẫn tăng 3%, đạt trên 5,3 triệu tấn. Trong khi đó, năm 2007, việc nhập khẩu thịt gà tây của các thị trường chính có thể đạt 459.000 tấn, trong đó Mexico và EU được dự đoán đều tăng 5%. Năm 2007, xuất khẩu thịt gà tây của các thị trường chính có thể tăng trên 5%, sau khi dự đoán giảm gần 10% năm 2006.
Bảng 2: Tổng sản lượng trung bình tiêu thụ thịt gia cầm (%) trong khu vực trên thế giới (kg/người/năm). Nguồn:
| Năm/Khu vực | 2000 | 2001 | 2002 | 2003 | 2004 | 2005 | 2006 | 2007 | 2008 | 2009 |
| ----------- | ---- | ---- | ---- | ---- | ---- | ---- | ---- | ---- | ---- | ---- |
| Thế giới    | 11,1 | 11,3 | 11,6 | 11,8 | 12,1 | 12,3 | 12,6 | 13,1 | 13,6 | 13,6 |
| Châu Mỹ     | 31,8 | 32,1 | 33,0 | 33,3 | 34,9 | 34,3 | 35,3 | 36,1 | 37,0 | 35,9 |
| Châu Úc     | 30,2 | 30,4 | 32,4 | 33,6 | 33,5 | 35,7 | 35,8 | 37,0 | 35,5 | 35,7 |
| Châu Âu     | 16,0 | 17,9 | 18,6 | 18,3 | 19,0 | 19,3 | 19,2 | 20,3 | 21,1 | 21,9 |
| Châu Á      | 6,7  | 6,6  | 6,8  | 7,0  | 7,0  | 7,5  | 7,7  | 8,2  | 8,6  | 8,8  |
| Châu Phi    | 4,2  | 4,3  | 4,5  | 4,7  | 4,6  | 4,7  | 4,8  | 5,2  | 5,4  | 5,5  |

Việc tiêu thụ gà ở châu Mỹ vượt quá mức trung bình thế giới, năm 2014 mức tiêu thụ ở châu Mỹ vượt quá 40 kg so với mức1 5 kg của thế giới. Có nghĩa việc hấp thụ thịt gà là khoảng 88% của các con số thịt gia cầm đưa trung bình cho châu Mỹ vào khoảng 34 kg, so với con số toàn cầu tại 13 kg. Năm 2009, việc tiêu thụ thịt gia cầm trung bình/mỗi người ở châu Mỹ khoảng 36 kg, so với 5,5 kg ở châu Phi, nên tổng khối lượng của gia cầm thịt tiêu thụ ở châu Mỹ là 33,2 triệu tấn, gấp 6 lần so với 5,5 triệu tấn ở châu Phi.
Tại Mỹ, việc tiêu thụ thịt gà ở Mỹ giảm mạnh từ 46 kg/ đầu người trong năm 2006 xuống còn 42 kg trong năm 2009 – tính theo thịt mổ. Sau đó tăng đến gần 44 kg trong năm 2011, nhưng rồi lại giảm trở lại 42,5 kg trong năm tiếp. Năm 2013, dự kiến tăng đến 43,2 kg, và ước tính sẽ tăng đáng kể, đến 44,2 kg cho năm 2014, khi người tiêu dùng chuyển từ thịt bò sang tiêu thụ thịt gà. Vào năm 2022 dự kiến sẽ đạt 45,3 kg /mỗi người.
Ở Brazil, mức tăng nhu cầu tiêu thụ thịt gà tăng vào năm 2013, riêng trong năm 2007, đã từng có số liệu dự ước xuất khẩu thịt gà giò của Brazil tăng 2%, đạt gần 2,6 triệu tấn. Trong khi đó, Các vụ dịch cúm gia cầm độc lực cao (HPAI) tại Mexico dường như không có tác động tiêu cực đáng kể đến chăn nuôi gà. Đã có dự bo sản lượng thịt sản xuất năm 2013 tăng 0,5% so với năm trước. Sau khi cho phép một sự gia tăng nhỏ trong nhập khẩu, tổng nguồn cung có thể tăng khoảng 1%. Các nhà chế biến Mexico đang nhắm tới nhu cầu ngày càng tăng đối với các sản phẩm ăn sẵn theo yêu cầu của chuỗi siêu thị quốc gia và khu vực.
Tại Việt Nam, trong năm 2010, sản lượng thịt gà của Việt Nam đứng thứ 15 trên tổng số 47 nước ở châu Á, tuy nhiên, tỉ lệ tăng trưởng trong thập niên 2000 - 2010 chỉ ở mức vừa phải (tăng trung bình 28,4%). Trong những năm qua, chăn nuôi gia cầm luôn đạt mức tăng trưởng cao nhất, bình quân giai đoạn 2008-2012, quy mô đầu con tăng khoảng 5,6%/năm; sản lượng thịt tăng 12,9%/năm và sản lượng trứng tăng 10,1%/năm. Đến năm 2012, mức sản xuất gia cầm của Việt Nam đạt 50% so với mức trung bình của thế giới.
Tuy nhiên, lượng thịt tiêu thụ bình quân cho một người lại tăng từ 5,3 kg (chiếm 12,6% tổng lượng thịt tiêu thụ) năm 2008 lên 8,3 kg (chiếm 17,1% tổng lượng thịt tiêu thụ) năm 2012, tương ứng lượng trứng tăng từ 58 quả năm 2008 lên 83 quả năm 2012 nhưng trong nước thịt gia cầm cũng mới chiếm chưa tới 20% trong tổng sản lượng thịt tiêu thụ các loại và đến cuối năm 2012, không chỉ những hộ nuôi nhỏ lẻ mà cả những công ty lớn trong ngành chăn nuôi gà đã giảm mạnh sản lượng nuôi, lượng gà đã giảm khoảng 30% nên nguồn cung thịt gà cho dịp tết giảm, thị trường Việt Nam cần đến một lượng nhập khẩu lên đến 40.000 tấn thịt (chủ yếu là thịt gà).

## Các loại

### Nuôigà

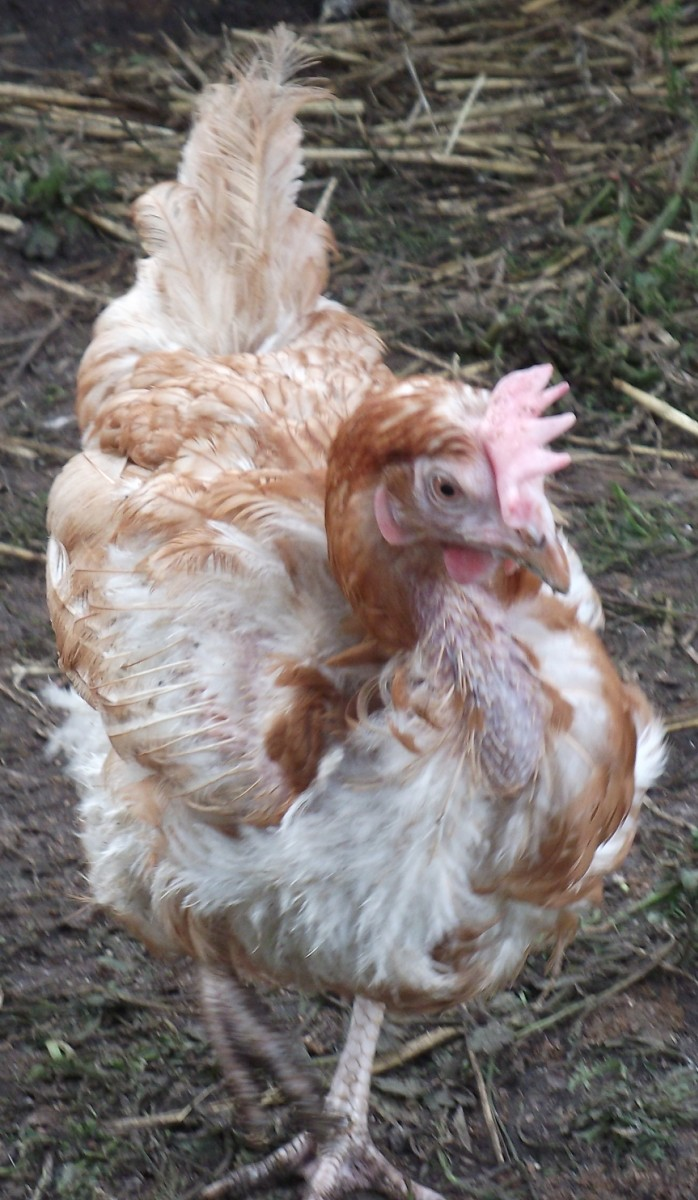
Một con gà đẻ sau 5 ngày kể từ khi ra khỏi chuồng nuôi nhốt

Trong ngành công nghiệp gia cầm có trên 50 tỷ con gà được nuôi hàng năm để làm thực phẩm, trứng và thịt như là một nguồn thực phẩm quan trọng và đóng góp rất lớn cho nền kinh tế. Gà sống khoảng sáu năm hay hơn, tuy nhiên gà nuôi lấy thịt thông thường chỉ mất sáu tuần là đạt được kích cỡ giết thịt. Gà nuôi thả vườn hay gà nuôi bằng thực phẩm hữu cơ thường bị giết mổ khi đạt 14 tuần tuổi. Một số giống gà có thể đẻ 300 trứng/năm; sách Kỷ lục Guinness 2011 dẫn ra kỷ lục gà đẻ 371 trứng trong 364 ngày. Khả năng đẻ trứng của gà lấy trứng bắt đầu giảm sau 12 tháng. Gà mái - đặc biệt là những con được nuôi trong hệ thống lồng nối tiếp nhau - rụng đáng kể lông và tuổi thọ sụt giảm từ bảy năm xuống dưới hai năm. Tại Anh và châu Âu, gà lấy trứng khi đó sẽ bị giết thịt và dùng trong thực phẩm chế biến sẵn hoặc bán dưới dạng "gà để nấu súp".
Việc ấp trứng có thể diễn ra thành công dưới bàn tay con người thông qua máy móc cung cấp môi trường ấp chuẩn xác và có kiểm soát. Thời gian ấp trung bình là 21 ngày nhưng có thể phụ thuộc nhiệt độ và độ ẩm trong lò ấp. Việc điều hòa nhiệt độ là yếu tố tối quan trọng để đảm bảo ấp trứng thành công. Chênh lệch quá 1 °C so với nhiệt độ tối ưu 37,5 °C sẽ làm giảm tỷ lệ trứng nở.
Độ ẩm cũng có vai trò quan trọng bởi tốc độ bay hơi nước của trứng phụ thuộc độ ẩm tương đối của môi trường xung quanh. Độ ẩm tương đối nên được tăng lên mức khoảng 70% trong vòng ba ngày cuối của kỳ ấp để giữ cho màng trứng không bị khô sau khi gà con mổ nứt vỏ. Độ ẩm thấp cần được duy trì trong 18 ngày đầu tiên nhằm đảm bảo mức bay hơi nước vừa đủ. Vị trí đặt trứng trong lò cũng có thể ảnh hưởng lên tỷ lệ trứng nở. Nhằm đạt kết quả tốt nhất, nên đặt trứng nằm ngược (đầu hướng xuống) và thường xuyên đảo trứng (ít nhất ba lần/ngày) cho đến trước khi trứng nở từ một đến ba ngày. Nếu không lật trứng thì phôi bên trong có thể sẽ bị dính vào vỏ, khiến gà nở ra bị khuyết tật.
Ngoài ra, cũng cần thông gió đầy đủ cho trứng để cung cấp đủ khí oxy cho phôi. Trứng càng nhiều tuổi thì càng cần thông gió nhiều hơn. Các lò ấp thương mại là những kệ ấp kích cỡ công nghiệp có khả năng chứa đến 10.000 quả trứng cùng một lúc và đảo trứng một cách hoàn toàn tự động. Lò ấp trong gia đình là những cái hộp chứa được từ 6 đến 75 quả. Lò thường chạy bằng điện. Trong quá khứ lò ấp từng dùng dầu hoặc đèn dầu để giữ ấm. Gà dễ mắc các loại ký sinh, gồm chấy, bét, ve, bọ chét và giun đũa cũng như dễ mắc các bệnh tật khác.

### Nuôigà tây
Nuôi gà tây nhà nhằm mục đích cung cấp thịt gà tây. Ở Mỹ, thịt gà tây đã trở thành món ăn không thể thiếu trên bàn ăn của mỗi gia đình Mỹ dịp lễ Tạ ơn hay Giáng sinh, thịt gà tây là thực đơn chính cho cả hai dịp này. Riêng lễ Tạ ơn có hơn 46 triệu con gà phải nằm trên bàn ăn của các gia đình Mỹ, có đến 88% người Mỹ ăn gà tây vào dịp lễ Tạ ơn. Gà tây rất dễ nuôi. Nó hiền lành và chăm kiếm mồi. Món ưa thích của gà tây lại là cỏ.
Gà tây ăn nhiều loại cỏ, lá khác nhau. Nó cũng ăn ngũ cốc, đậu đỗ, cám bã. Ngoài ra, nó ăn tới 30-40% là rau xanh, cỏ lác. Vì vậy, người nuôi gà tây thường chăn thả trên những bãi cỏ, những cánh đồng hoặc nuôi nhốt trong những sân chơi rộng. Điều quan trọng là nó cần nơi cao ráo, thoáng mát, không ẩm thấp. Nó rất sợ tiết trời âm u, ướt át, lạnh lẽo. Kiểu thời tiết đó rất dễ sinh bệnh. Gà trưởng thành 28-30 tuần tuổi có thể đạt 5–6 kg/con trống và 3–4 kg/con mái và bắt đầu đẻ trứng. Gà tây chỉ khó nuôi ở giai đoạn từ 3 tháng tuổi. Sau 3 tháng tuổi, nuôi chúng dễ hơn nhiều. Chúng ăn khỏe, lớn nhanh và ít bị bệnh tật. Gà tây nuôi 6-7 tháng thì bán tốt. Tùy từng giống (gà tây đen, gà tây trắng hoặc gà tây lông màu đồng) mà trọng lượng của chúng có thể đạt từ 10–20 kg/con. Con đực lớn hơn con cái.
Gà tây đẻ trứng và tự ấp, mỗi lứa đẻ từ 10-12 quả, trọng lượng trứng 60-65g/quả, thời gian ấp nở 28-30 ngày, tỉ lệ ấp nở 65-70%, tỉ lệ nuôi sống 60-65%, sản lượng trứng 70-80 quả/mái/năm. Gà tây có khả năng sử dụng tốt các loại thức ăn thô xanh, tiết kiệm được lương thực, có thể trọng lớn, thời gian sinh trưởng dài, phẩm chất thịt ngon, chất lượng tốt, tỉ lệ protein cao (trên 22%), tỉ lệ mỡ rất thấp (dưới 0,5%). Có thể dùng thức ăn hỗn hợp hoặc thức ăn tự trộn, nhưng phải cân đối đầy đủ các chất dinh dưỡng, nhất là đạm, khoáng và sinh tố. Gà tây có khả năng tiêu hóa và hấp thu tốt thức ăn thô xanh, cho nên ngay từ giai đoạn này cần tập cho gà ăn rau xanh. Cho ăn 3-4 lần/ngày. Giai đoạn thả vườn 9-28 tuần tuổi đây là Giai đoạn nuôi thịt thả vườn. Yêu cầu Protein thô 16-18%, năng lượng trao đổi 2800-2900 Kcal/kg thức ăn. Tùy theo lượng thức ăn kiếm được ở vườn, có thể bổ sung thêm thức ăn cho gà nhiều hay ít vào buổi sáng và chiều. Nuôi gà tây theo phương thức bán công nghiệp kết hợp thả vườn thì chất lượng thịt sẽ thơm ngon.

### Nuôivịt

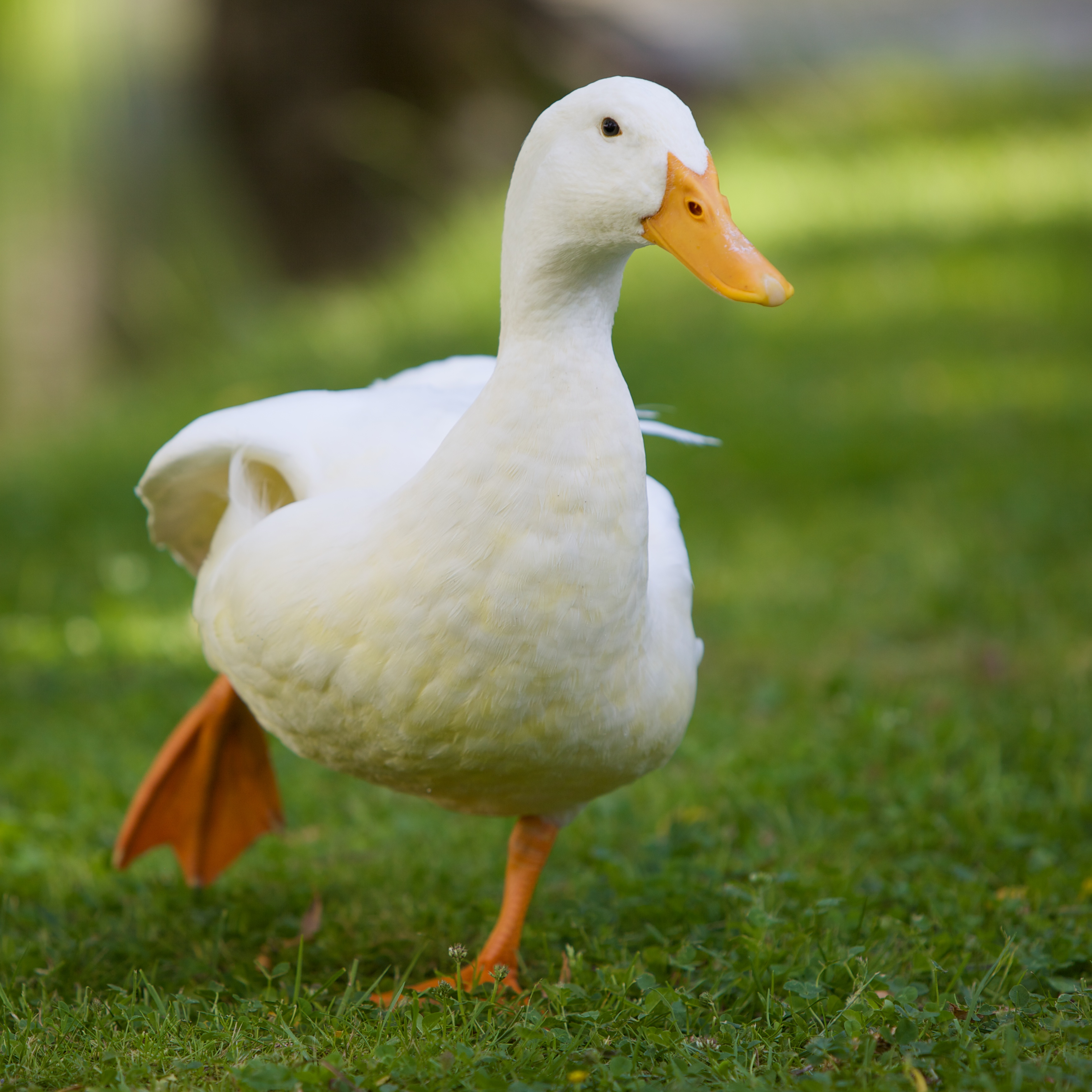
Một con vịt nhà

Vịt nhà được chăn nuôi tại nhiều nước Đông Nam Á khoảng vài ngàn năm trước, trong đó có Việt Nam. Vịt có rất nhiều giá trị kinh tế, chúng cung cấp cho con người thịt vịt, trứng, lông. Ngoài ra, vịt còn được dùng để nuôi nhốt như một loài chim kiểng, hay phục vụ các màn xiếc trong Sở thú. Hầu hết các loài vịt đều được thuần hóa từ loài vịt cổ xanh (Anas platyrhynchos) ở vùng Mallard. Nhiều loài vịt ngày nay có kích cỡ lớn hơn so với thủy tổ của chúng (chiều dài từ cổ đến đuôi của chúng vào khoảng 12 inch tức khoảng 30 cm). Năm 2002, theo báo cáo của Tổ chức Lương - Nông Thế giới (FAO), Trung Quốc là thị trường tiêu thụ vịt dẫn đầu thế giới, kế đến là Việt Nam và các quốc gia Đông Nam Á khác.
Do chăn nuôi thủy cầm ở Việt Nam gắn bó với nền sản xuất lúa nước nên số lượng thủy cầm Việt Nam đứng thứ hai thế giới với trên 80 triệu con, trong đó Đồng bằng sông Hồng chiếm 26,68%, Đồng bằng sông Cửu Long chiếm 32,19% và khu vực Tây Bắc chiếm 2,17% trong tổng đàn thủy cầm của Việt Nam. Trong thập kỷ qua, số vịt tăng bình quân 7%/năm, sản lượng trên 280.000 tấn thịt hơi/năm. Trứng đạt trên 2 tỷ quả/năm. Cơ cấu giữa thủy cầm sinh sản và thủy cầm nuôi thịt thì thịt chiếm 65-70%, thủy cầm sinh sản chiếm 30-35%. Việt Nam đang sở hữu một bộ giống thủy cầm rất phong phú, đa dạng, có năng suất và chất lượng cao tuy nhiên việc xuất khẩu thịt thủy cầm còn ít do hạn chế trong khâu chế biến.

### Nuôingan
Ngan nhà và Ngan bướu mũi đã được thuần hóa từ nhiều thế kỷ trước. Thịt ngan cũng được ưa chuộng hơn so với phần lớn thịt từ các giống vịt nhà (có lẽ là hậu duệ đã thuần hóa của vịt cổ xanh) do nạc hơn, chứ không chứa nhiều mỡ như thịt vịt, độ nạc và mềm của thịt ngan có thể so sánh với thịt bê. Các giống ngan thuần hóa thường có các đặc trưng bộ lông khác với của ngan hoang. Loại ngan có lông trắng thích hợp cho sản xuất thịt. Ngan mái nặng khoảng 2–5 kg (5-10 pao); ngan trống nặng khoảng 5–8 kg (10-17 pao). Ngan thuần hóa có thể sinh sản tới 3 lần mỗi năm. Một số ngan nuôi đã thoát ra ngoài hoang dã và hiện tại sinh đẻ ngoài khu vực bản địa của chúng, như ở Tây Âu và Hoa Kỳ.
Ngan có thể lai ghép chéo với vịt nhà để sinh ra con lai vô sinh tức loài hỗn chủng (vịt Mulard). Ngan đực đã được lai ghép ở quy mô thương mại với vịt mái bằng cách thụ tinh tự nhiên hoặc nhân tạo. Khoảng 40-60% trứng nở thành vịt Mulard được nuôi để lấy thịt Các con lai này thường được dùng trong sản xuất gan béo (foie gras). Tại Israel người ta đã lai ghép ngan với vịt cổ xanh để sản xuất các sản phẩm ăn kiêng của người Do Thái (kosher) từ vịt. Địa vị thức ăn kiêng của ngan là chủ đề tranh luận của người Do Thái trong trên 150 năm qua Ngan nuôi tại Việt Nam hiện nay là các giống (ngan dé, ngan trâu) của ngan bướu mũi đã thuần hóa, với số liệu ước tính theo FAO là khoảng 30.000 tới 100.000 con vào năm 1997..

### Nuôingỗng
Ngỗng là loại gia cầm dễ nuôi, hay ăn, chóng lớn, ít mắc bệnh. Nuôi ngỗng có nhiều thuận lợi với đặc thù của ngỗng là có thể sử dụng rất hiệu quả thức ăn xanh. Con ngỗng được ví như một cỗ máy xén cỏ, khả năng vặt cỏ của ngỗng tốt hơn bò, ngỗng có thể vặt tận gốc cây cỏ, cả phần củ rễ, ngỗng ăn tạp các loại cỏ và không chê cỏ non, cỏ già, cỏ dại từ cỏ tranh đến lục bình ngỗng đều ăn được. Ngỗng chỉ ăn cỏ, ăn rau là chính, ít dùng lương thực. Nuôi trong 4-8 tháng ngỗng đã cho thu hoạch 4–7 kg. Có nhiều giống ngỗng như ngỗng trắng, ngỗng xám vằn, loại chân thấp, chân cao. Nếu nuôi ngỗng đàn, nên chọn ngỗng xám vằn, chân to, đi khoẻ, chịu kiếm ăn. Ngỗng là loại gia cầm có khả năng tăng trọng rất nhanh, chỉ sau 10-11 tuần nuôi, khối lượng cơ thể đã tăng gấp 40-45 lần so với khối lượng cơ thể lúc mới nở.
Ở Pháp, Ngỗng được nuôi để lấy gan để làm nguyên liệu cho món gan ngỗng béo, Ngỗng được nuôi bằng cách bị buộc nhồi nhét ăn uống hạt bắp khô quá mức để có bộ gan to. Gan ngỗng béo được chế biến thành món gan xay. Các tổ chức bảo vệ quyền động vật xem việc sản xuất món gan này là tàn nhẫn do cách thức buộc vịt, ngỗng ăn và ảnh hưởng xấu lên sức khỏe vịt, ngỗng do có bộ gan to quá cỡ.